# 플라스틱 로봇
플라스틱 로봇(Plastic Robot)은 한국에서 제작된 이요섭 감독의 2005년 판타지 영화이다. 일암 등이 주연으로 출연하였다.

## 출연

### 주연
- 일암
- 노명진
- 정기훈

## 제작진
- 프로듀서: 한경지
- 조연출: 백지혜